# Noronhaelenia
Noronhaelenia (Elaenia ridleyana) är en fågel i familjen tyranner inom ordningen tättingar.

## Utseende och läte
Noronhaelenian är en 17 cm lång färglöst gråbrun tyrann. Undersidan är ljusare gul till vitaktig. På vingarna syns tydliga vitaktiga vindband. Bland lätena hörs korta och kraftiga "thiu-thiu" och monotona visslingar "üuu, üuu".

## Utbredning och systematik
Fågeln förekommer i ögruppen Fernando de Noronha utanför nordöstra Brasilien. Den behandlas som monotypisk, det vill säga att den inte delas in i några underarter.

## Namn
Elenia är en försvenskning av det vetenskapliga släktesnamnet Elaenia, som i sin tur kommer från grekiskans elaineos, "från olivolja", det vill säga olivfärgad. Artnamnet ridleyana hedrar Henry Nicholas Ridley (1855–1956), brittisk botaniker som samlade in typexemplaret.

## Status
IUCN kategoriserar arten som sårbar.